# Новацкий, Антон
Антон Новацкий (30 декабря 1839, Самоленц, Вронки — 29 августа 1925, Цюрих) — швейцарский учёный в области сельского хозяйства, преподаватель, научный писатель.
Был сыном управляющего крупным имением и с детства интересовался растениеводством. В 1866 году поступил в Сельскохозяйственный институт при университете Галле, в 1870 году окончив его с докторской степенью. С 1871 по 1907 год состоял профессором сельского хозяйства в Цюрихской Политехнической школе, преподавал курсы почвоведения, удобрения почв и сельскохозяйственной техники, а изначально и истории сельского хозяйства.
Как сельскохозяйственный учёный-практик имел очень высокую репутацию. Свою первую работу «Исследование спелости хлебных растений» («Untersuchungen über d. Reifen d. Getreides nebst Bemerkungen über den zweckmässigsten Zeitpunkt zur Ernte» (Галле, 1870) написал ещё в университете. Эта работа в извлечении помещена в журнале «Сельское хозяйство и лесоводство» (1870, 104). Другой известный его труд — «Anleitung zam Getreidebau auf wissenschaftlicher und praktischer Grundlage» (переведено на русский язык П. А. Костычевым под заглавием «Руководство к возделыванию важнейших хлебных злаков», Санкт-Петербург, 1889; в Швейцарии книга выдержала восемь изданий). Кроме того, на русском языке из сочинений Новацкого было издано «Практическое руководство к травосеянию» (Киев, 1892). Составил также практическое руководство к исследованию, классификации и составлению почвенных карт («Praktiscbe Bodenkunde. Anleitung zur Untersuchung, Klassifikation und Kartierang des Bodens» (1892, 2-е издание).